# مانشستر سيتي للسيدات
نادي مانشستر سيتي لكرة القدم للسيدات (بالإنجليزية: Manchester City Women's Football Club)‏ هي نادٍ إنجليزي لكرة القدم للسيدات يقع مقره في مانشستر ويلعب في الدوري الإنجليزي الممتاز للسيدات. ينتمي النادي إلى نادي مانشستر سيتي لكرة القدم الذين يلعبون في الدوري الإنجليزي الممتاز.

## وصلات خارجية
- الموقع الرسمي